# Globba annamensis
Globba annamensis är en enhjärtbladig växtart som beskrevs av François Gagnepain. Globba annamensis ingår i släktet Globba och familjen Zingiberaceae. Inga underarter finns listade i Catalogue of Life.